# Megen, Haren en Macharen

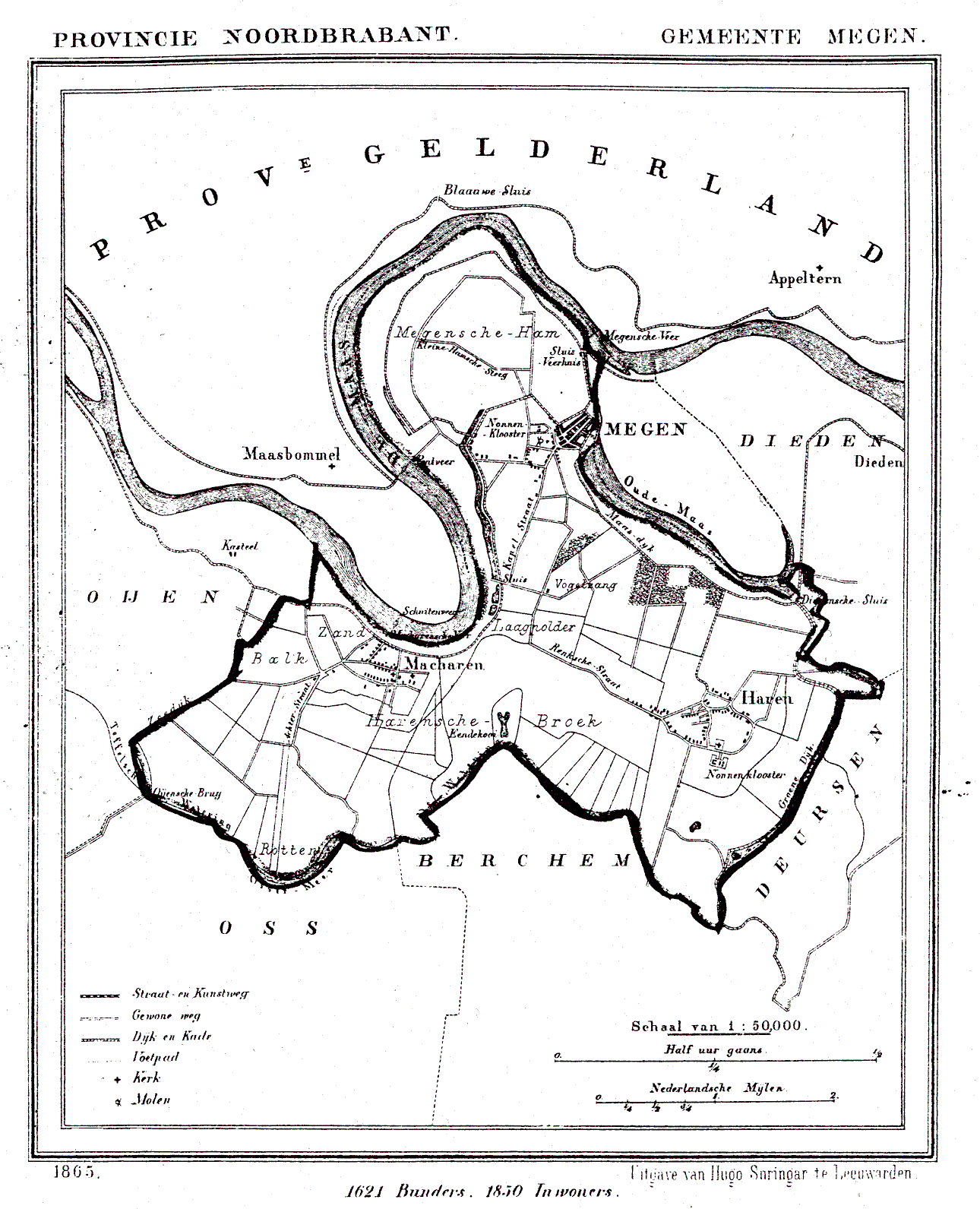
Carte de Megen, Haren en Macharen en 1865.

Megen, Haren en Macharen est une ancienne commune néerlandaise de la province du Brabant-Septentrional sur la rive gauche de la Meuse.

## Histoire
Megen est anciennement une ville fortifiée, chef-lieu du petit comté de Megen.
Les deux petits villages Haren et Macharen deviennent une commune à la fondation du Royaume des Pays-Bas vers 1810, mais déjà le 2 février 1821 cette commune Haren en Macharen est annexée à la commune de Megen, qui prend le nom de Megen, Haren en Macharen.
Le 1er janvier 1994, elle est attachée, avec Berghem, à la commune de Oss.

## Population par localité (2005)
| Nom      | Habitants |
| -------- | --------- |
| Haren    | 773       |
| Macharen | 733       |
| Megen    | 1 696     |
| Total    | 3 202     |